# Bethesda (Gwynedd)
Bethesda ist eine Stadt und Community in der Nordostecke von Snowdonia, in Gwynedd, Nordwest-Wales. Umgangssprachlich wird es oft Pesda genannt.

## Geographie
Die Stadt liegt in der gebirgigen Region Snowdonia, in Nordwest-Wales am River Ogwen und an der A5 road. Im Süden liegt der große Penrhyn Quarry, wo Schiefer abgebaut wird. Ansonsten ist das Gemeindegebiet in Westen, Süden und Osten vom Snowdonia-Nationalpark umgeben. Im Osten wird die Stadt durch die Carneddau-Berge begrenzt, die zu den höchsten Bergen Englands und Wales’ gezählt werden. Im Norden öffnet sich das Tal des River Ogwen zur Conwy Bay.

### Architektur

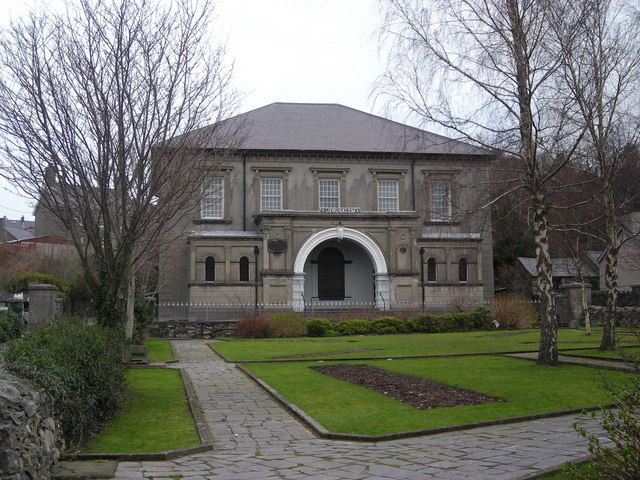
Jerusalem Chapel

Der größte Teil der Stadt liegt im Osten und Norden der A5, weil die Straße auch die Grenze zwischen dem Besitz von Lord Penrhyn und den Fee simple (freehold)-Grundstücken markierte. Das ist sogar noch an der Hauptstraße zu erkennen, wo alle Pubs auf einer Seite der Straße stehen. Die Wohnhäuser verteilen sich in unregelmäßigen Reihen an den Berghängen.
Die Architektur und die Stadtgestaltung sind im Großen und Ganzen Gesichtspunkten der Nützlichkeit unterworfen. Die meisten Gebäude sind einfache Steinhäuser mit Schieferschindel-Dächern. Manche Gebäude sind sogar komplett aus Schieferblöcken gebaut, wobei der Schiefer nur schlecht mit Mörtel bindet und daher dazu neigt, abzurutschen.
Trotzdem gibt es in der Stadt 40 Gebäude, die in der Statutory List of Buildings of Special Architectural or Historic Interest eingetragen sind. Die meisten davon sind unter Grade II eingetragen, dazu gehören drei Pubs, und die imposante calvinistisch methodistische Jerusalem Chapel ist im Status Grade I.
Die höher gelegenen Ortsteile Carneddi, Cilfodan und Tan y Foel sind stärker durch Steinbrucharbeit in den nahe gelegenen Bergen geprägt als die niedriger gelegenen Ortsteile, die vor allem durch den Schiefersteinbruch geprägt sind. Die Stadt setzt sich zusammen aus mehreren Dörfern, die heute noch dem Namen nach als Stadtviertel erkennbar sind (Gerlan, Rachub, Braichmelyn).

### Handel & Industrie
Llanllechid, am Stadtrand ist der Sitz der Popty Bakery, deren Ursprünge auf die Bäckerei von O. J. Williams am Anfang des 19. Jahrhunderts zurückgehen. Es werden vor allem Welsh cakes und Bara Brith hergestellt, die in ganz Wales und England bei Aldi, Asda, Co-Op, Morrisons und Tesco verkauft werden.

### Gastronomie
Die Stadt ist berühmt für die große Zahl an Pubs. Es gibt mehr als 10 Public Houses allein im Ortskern (ohne Tregarth). Die Hauptzeit in den Pubs ist in Bethesda sonntags. Der Pub Douglas Arms, wurde nach der Eigentümerfamilie der Penrhyn Quarry benannt. Weitere Pubs sind Tŷ Isaf („Lower House“, Unteres Haus), The Bull, The Kings Head, Y Sior („The George“), The Victoria Arms, the Llangollen.

## Geschichte
Die Stadt entstand, als 1823 die Bethesda Chapel gebaut wurde. Die Stadt entwickelte sich um die Kirche herum. Bereits 1840 wurde die Kirche erweitert. Heute ist sie umgewandelt in einen Wohnkomplex (Arafa Don).
Bestimmend war vor allem die Schieferindustrie sowie die großen Steinbrüche in den umliegenden Bergen; der größte Schiefersteinbruch ist der Penrhyn Quarry, von dem es heißt, er sei der größte Schiefersteinbruch der Welt. In der Blütezeit wurde der dunkelblau/lila Schiefer in alle Welt exportiert. 1900 führte die North Wales Quarrymen's Union einen Streik durch, der drei Jahre lang andauerte. Dadurch entstand die Siedlung Tregarth, die von den Eigentümern des Steinbruchs errichtet wurde um den Arbeitern Wohnungen anzubieten, die sich nicht am Streik beteiligten.

### Eisenbahn
1884 wurde eine Trasse der London and North Western Railway von Bangor her gebaut und eröffnet. Die Linie wurde 1951 wieder für Passagiere geschlossen und 1963 auch für Fracht.
Das Gleisbett der Penrhyn Quarry Railway nach Porth Penrhyn wurde in den Lôn-Las-Ogwen-Radweg umgewandelt.

### Gegenwart
In der Blütezeit der Schieferindustrie stieg die Bevölkerung auf 10.000 Einwohner an. Heute liegt sie noch bei ca. 4.000. Die Arbeitsmöglichkeiten sind relativ begrenzt, weil es kaum verarbeitende Industrie gibt und die meisten Arbeitsstellen im schlecht bezahlten Service Sector und Gastgewerbe. Viele Einwohner pendeln daher entlang der Küste von Nordwales, zum Beispiel nach Bangor, oder sogar nach Cheshire und viele junge Leute entscheiden sich für einen Wegzug nach Cardiff oder Manchester.
Ysgol Dyffryn Ogwen („Ogwen Valley School“) ist eine zweisprachige Comprehensive School mit ca. 350 Schülern.
Zip World Velocity in Penryn Quarry ist die längste Seilrutsche in Europa mit etwas mehr als 1600 m Länge.

## Religion
Bethesda hatte große Bedeutung in der Erweckungsbewegung von Wales 1904/05, daher ist die Stadt auch nach der Bethesda Chapel benannt. Daneben gibt es noch eine ganze Reihe weiterer Kirchen.

## Kultur
Walisisch ist die vorherrschende Sprache in der Stadt laut dem United Kingdom Census 2001 waren 77,0 % der Einwohner walisischsprachig, ein höherer Prozentsatz als in Gwynedd und Wales als Ganzem.
Eine Serie des Senders S4C (Amdani!, „Über Sie!“), die auf einem Roman von Bethan Gwanas basiert, handelt von einem Women’s Rugby-Team in Bethesda. viele der Außenaufnahmen wurden im Ort gedreht.
Im Juni 2012 erhielt Tabernacl (Bethesda) Cyf., eine Kooperative in der Stadt £1 Mio. um Neuadd Ogwen, ein Schauspielhaus zu renovieren, das 2013 als Community Arts Centre wiedereröffnet wurde.
In den 1970ern und 1980ern galt Bethesda als Hub für musikalische Kreativität. Jam-Sessions und kleine Heimstudios sowie eine ausgeprägte Pub Rock Szene waren im Ort anzutreffen. Noch heute gibt es das Pesda Roc festival, und einige walisischsprachige Bands wie Maffia Mr Huws, Y Jeycsyn Ffeif und Radio Rhydd entstanden in der Stadt.

## Galerie

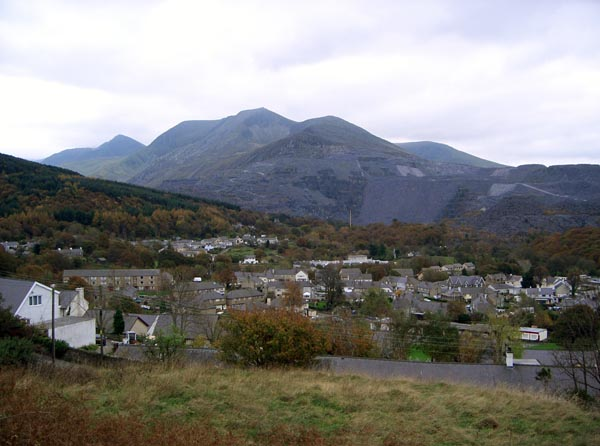
Bethesda & der Steinbruch im Winter.
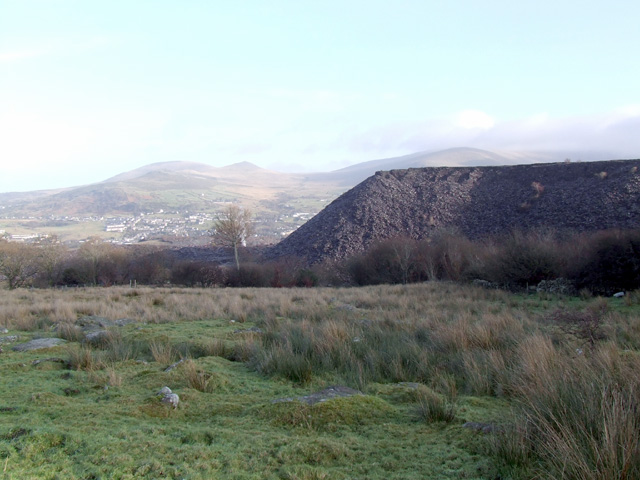
Schieferhalden am Rand von Penrhyn Quarry bei Mynydd Llandegai. Im Hintergrund kann man Bethesda erkennen.
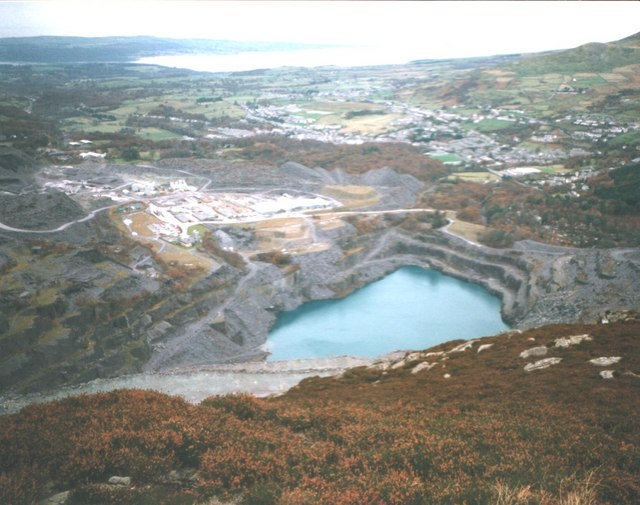
Wasserloch der Penrhyn Quarry von Y Fronllwyd

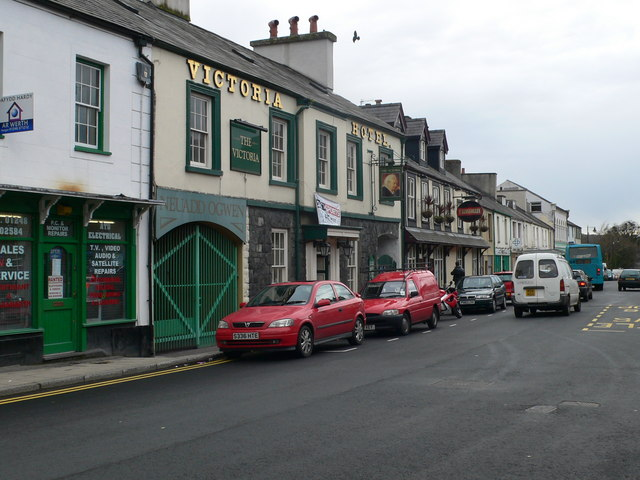
Die A5 in Bethesda.
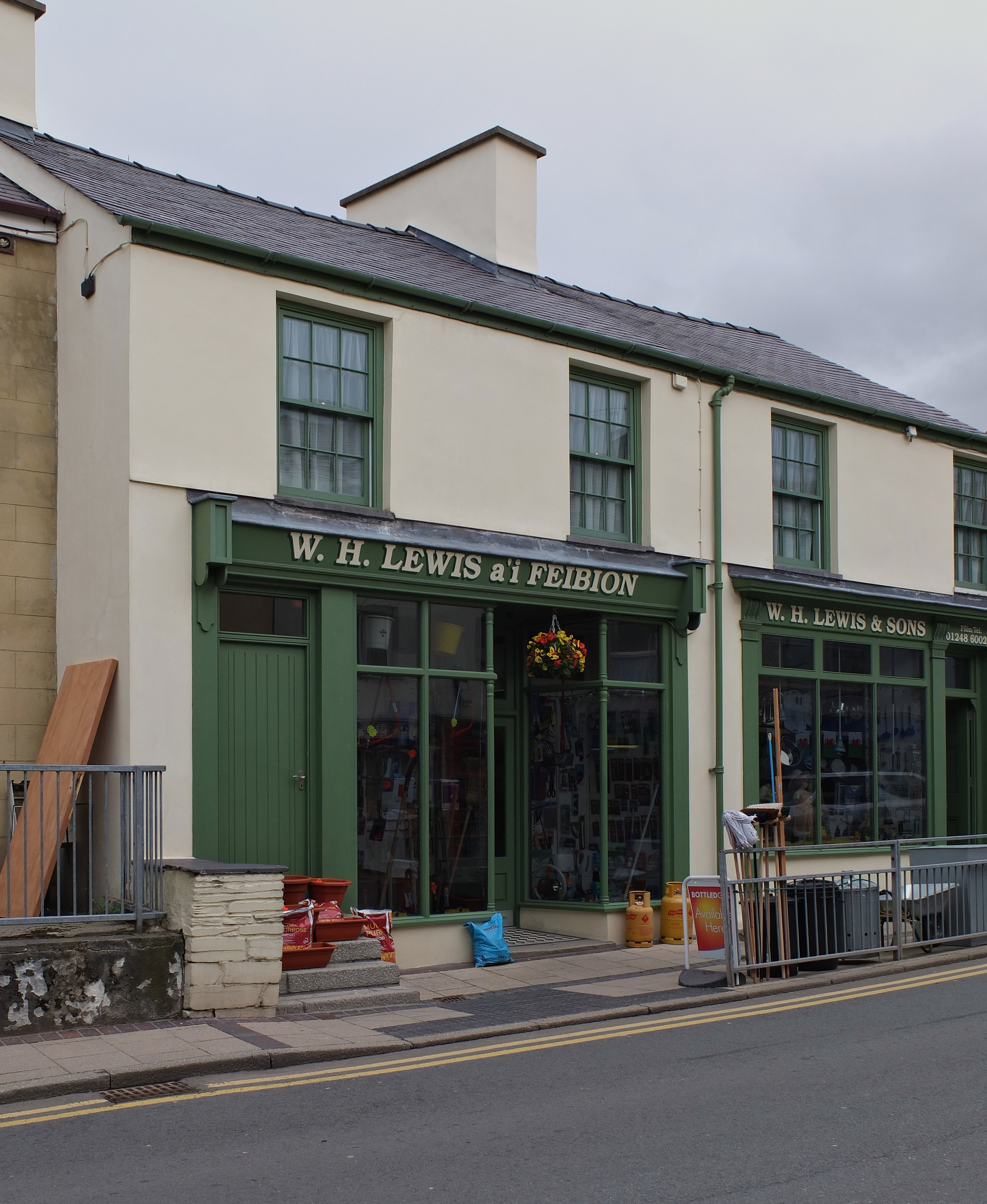
Baumaterialienhandel
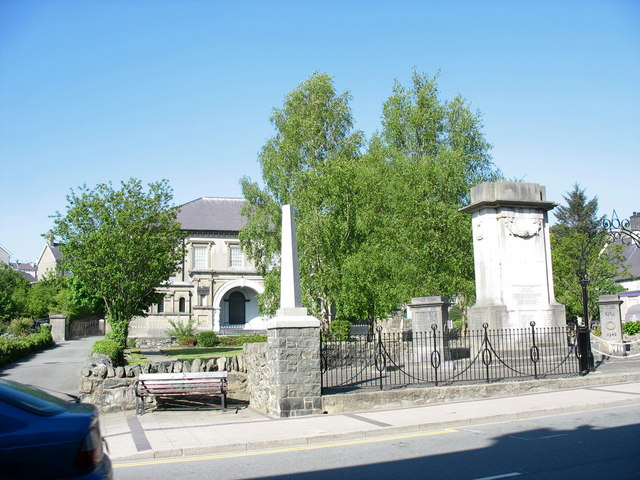
Kriegerdenkmal und die Jerusalem Chapel die größte der Kirchen.
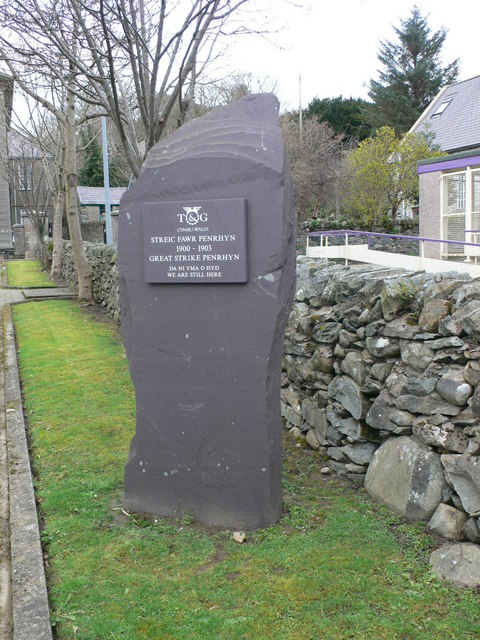
Denkmal an den Strike at the Penrhyn Slate Quarry.

## Persönlichkeiten
- Bobby Atherton – Fußballer
- Ellis William Davies – Politiker
- Idris Foster – Jesus Professor of Celtic Studies an der University of Oxford
- David Ffrangcon-Davies – Bariton
- Bethan Gwanas – Schriftsteller.
- Esyllt Harker – Sängerin, Schauspielerin und Erzählerin.
- Mikael Madeg – Schriftsteller in Bretonisch, Assistent für Französisch an der Ysgol Dyffryn Ogwen 1971–72
- Leila Megane – Sängerin
- Frederick Llewellyn-Jones – Politiker
- Gwenlyn Parry – Schriftsteller
- William John Parry – erster General Secretary der North Wales Quarrymen's Union.
- Peter Prendergast – Landschaftsmaler
- Caradog Prichard – Novelist und Dichter, Verfasser der Un Nos Ola' Leuad
- John Ogwen – Schauspieler.
- Gruff Rhys – Leadsänger der Super Furry Animals (aus dem Ortsteil Rachub/Llanllechid).
- Goronwy Roberts – Politiker
- James Edmund Vincent – Rechtsanwalt und Schriftsteller